# Бочкі-Домарадзькі
Бочкі-Домарадзькі (пол. Boczki Domaradzkie) — село в Польщі, у гміні Ґловно Зґерського повіту Лодзинського воєводства.
Населення — 136 осіб (2011).

## Демографія
Демографічна структура станом на 31 березня 2011 року:
|          | Загалом | Допрацездатний вік | Працездатний вік | Постпрацездатний вік |
| -------- | ------- | ------------------ | ---------------- | -------------------- |
| Чоловіки | 71      | 11                 | 47               | 13                   |
| Жінки    | 65      | 12                 | 39               | 14                   |
| Разом    | 136     | 23                 | 86               | 27                   |